# Turkiet i olympiska vinterspelen 2002
Turkiet deltog i olympiska vinterspelen 2002. Turkiets trupp bestod av tre idrottare varav två var män och en var kvinna.

## Trupp
- Alpin skidåkning
  - Atakan Alaftargil
- Längdskidåkning
  - Kelime Aydın
  - Sabahattin Oglago

## Resultat

### Alpin skidåkning
- Slalom
  - Atakan Alaftargil - 32

### Längdskidåkning
- Sprint herrar
  - Sabahattin Oglago - 60
- 30 km herrar
  - Sabahattin Oglago - ?
- Sprint damer
  - Kelime Aydın - 56
- 5+5 km damer
  - Kelime Aydın - 67